# Georg Friedrich (Hohenlohe-Neuenstein-Weikersheim)

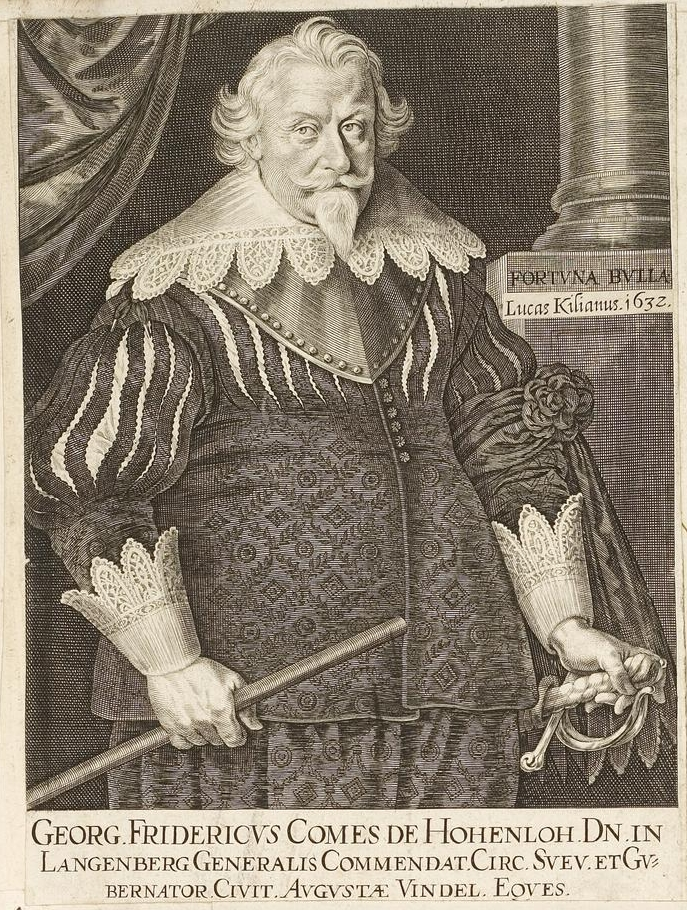
Georg Friedrich von Hohenlohe-Neuenstein-Weikersheim, Kupferstich von Lucas Kilian (1632)

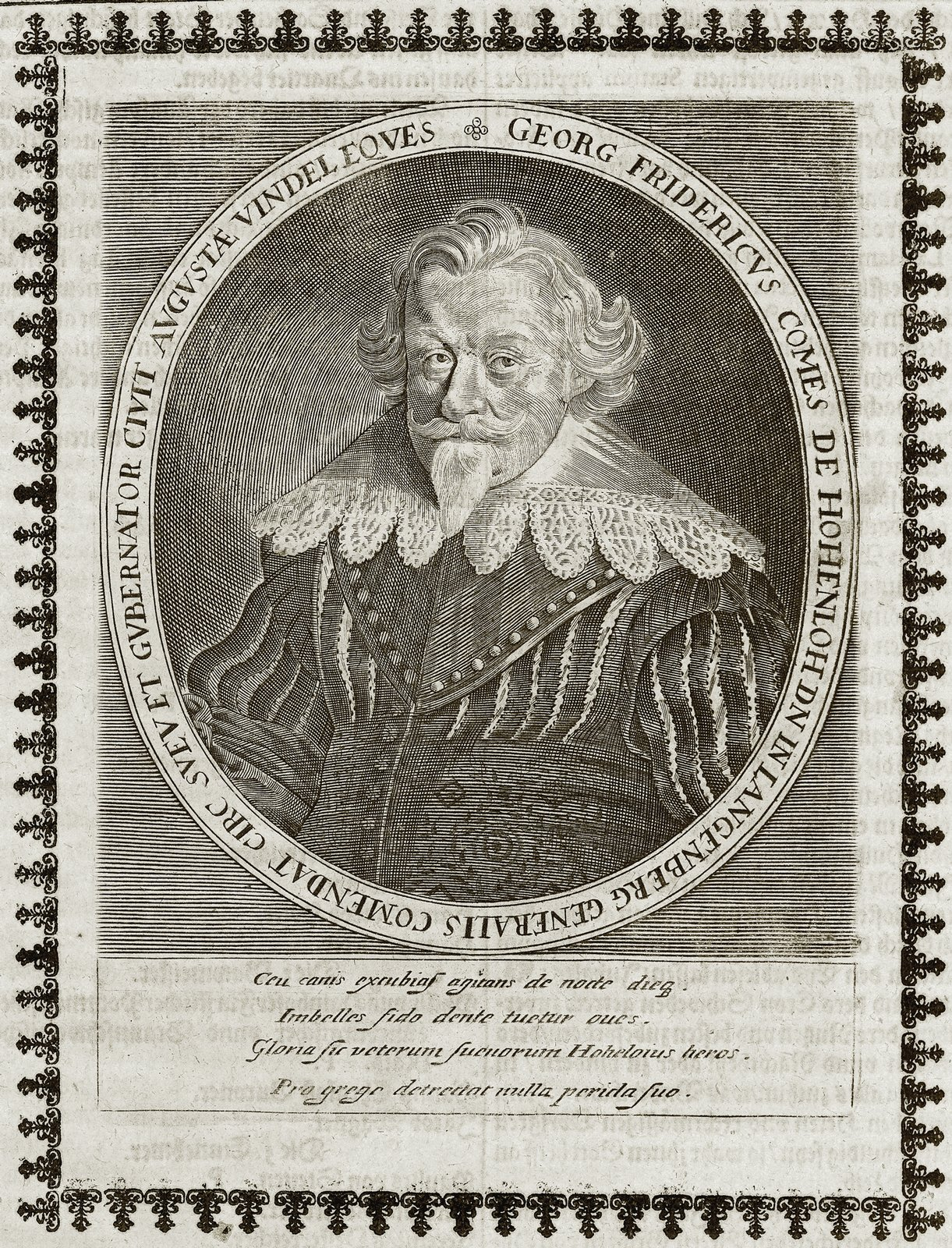
Georg Friedrich von Hohenlohe-Neuenstein-Weikersheim, Kupferstich aus dem Theatrum Europaeum, 1633

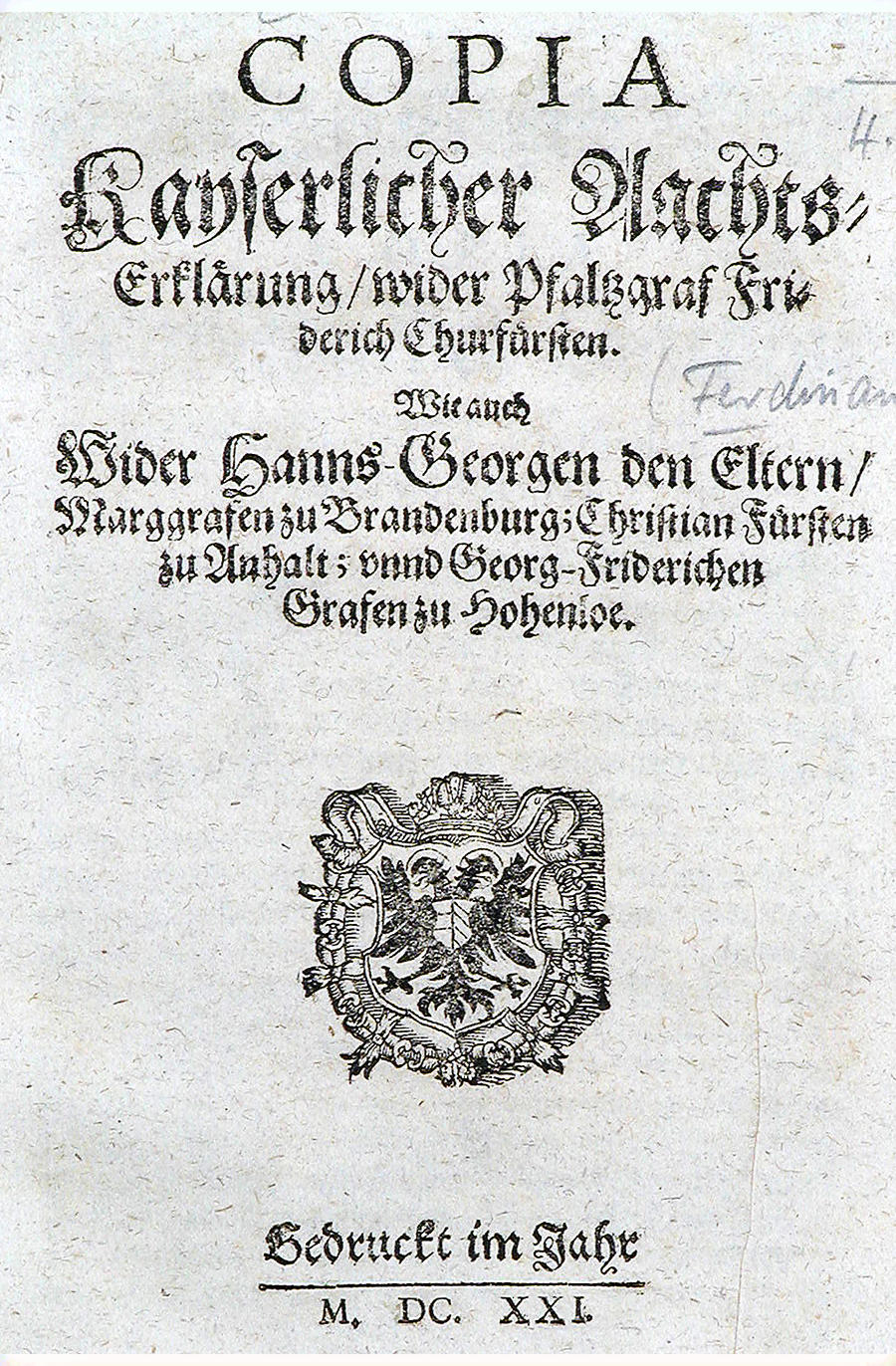
Reichsacht des Kaisers Ferdinand II. 1621 gegen Friedrich V. von der Pfalz und andere: Georg Friedrich von Hohenlohe-Neuenstein-Weikersheim

Graf Georg Friedrich von Hohenlohe-Neuenstein-Weikersheim (* 5. September 1569 in Neuenstein; † 7. Juli 1645 in Langenburg) war ein Offizier und ein Gelegenheitsdichter. Er war Sohn von Graf Wolfgang von Hohenlohe-Neuenstein aus dem Geschlecht der Hohenlohe und dessen Ehefrau Magdalena von Nassau-Dillenburg.

## Leben
Mit siebzehn Jahren ging Georg Friedrich 1586 an die Universität Genf und studierte dort bis 1588. Er war wahrscheinlich der letzte Schüler von Professor Franciscus Hotomanus. Anschließend wechselte er studienhalber nach Frankreich und später nach Italien, wo er sich in Siena und Padua immatrikulierte.
Nach seinem Studium kämpfte er 1591 unter Heinrich IV. gegen die Katholische Liga. Später wechselte er in habsburgische Dienste. Im Krieg gegen die Türken 1595 avancierte er zum Obristen. 1605 konnte er als kaiserlicher Generalwachtmeister in Ungarn einen Aufstand niederschlagen.
Am 18. Juni 1607 heiratete er Eva von Waldstein, durch die er u. a. an die Herrschaft Grulich in Ostböhmen gelangte. Durch diese Ehe wurde er zum böhmischen Standesherrn und damit auch in den Ständeaufstand in Böhmen gegen König Ferdinand II. verwickelt. Als Generaloberstleutnant der Stände oblag ihm die Entourage und in der Schlacht am Weißen Berg kommandierte er ein Reiterkorps. Nach dem Tod seines Vaters war Graf Georg Friedrich von 1610 bis 1645 der Senior des Gesamthauses Hohenlohe.
Am 22. Januar 1621 wurde er von Fürst Ludwig I. von Anhalt-Köthen in die Fruchtbringende Gesellschaft aufgenommen. Er verlieh ihm den Gesellschaftsnamen „der Getreue“ und die Devise „stärket den Mann“. Als Emblem wurde ihm „das Kraut Mannstreu genannt“ (Feld-Mannstreu) zugedacht. Im Köthener Gesellschaftsbuch findet sich Graf Georg Friedrichs Eintrag unter der Nr. 44. Vielleicht kann man das Emblem dahingehend deuten, dass Graf Georg Friedrich bis zum Schluss in Treue fest zum „Winterkönig“ Friedrich V. stand.
Nach der Schlacht am Weißen Berg am 8. November 1620 fiel er 1621 der allgemeinen Ächtung der Unterstützer Friedrichs V. anheim. Dennoch konnte Graf Georg Friedrich mit Kaiser Ferdinand II. seinen Frieden schließen. Durch kaiserliche Billigung konnte er sogar seine Herrschaft in Weikersheim ausüben, welche ihm schon 1610 beim Tod seines Vaters zugefallen war.
Seine Ehefrau Eva verstarb am 24. Mai 1631. Am 17. August 1633 heiratete er Maria Magdalena von Öttingen-Öttingen (1600–1636), die Witwe von Heinrich Wilhelm Graf zu Solms-Sonnenwalde. Sie starb nach kaum dreijähriger Ehe am 29. Mai 1636.
1632 wurde Graf Georg Friedrich zum schwedischen Statthalter des Schwäbischen Kreises im Heilbronner Bund berufen. Als er diesen Posten annahm, erboste dies den Kaiser derart, dass er Graf Georg Friedrich sofort ächten ließ. Außerdem bekam der Deutsche Orden die Herrschaft Weikersheim per kaiserlichem Dekret mit sofortiger Wirkung übereignet. Erst nach dem Westfälischen Frieden 1648 wurde Weikersheim an das Haus Hohenlohe zurückgegeben.
Durch die Ächtung war Georg Friedrich vom Prager Frieden ausgeschlossen. Doch nach einem persönlichen Gespräch 1637 verzieh ihm der Kaiser. Graf Georg Friedrich ließ sich 1639 in Langenburg nieder und verzichtete von nun an auf jegliche Art von politischer Betätigung. Hier in Langenburg war Graf Georg Friedrich auch literarisch tätig. Er verfasste hauptsächlich Gebete und Gedichte.
Am 7. August 1645 verstarb Graf Georg Friedrich von Hohenlohe-Neuenstein-Weikersheim im Alter von 76 Jahren in Langenburg.

## Nachkommen
Aus der zweiten Ehe von Graf Georg Friedrich mit Maria Magdalena von Öttingen-Öttingen entstammte die Tochter Eleonore Magdalene (1635–1657). Nach dem frühen Tod ihrer Mutter wuchs Eleonore Magdalene mit ihren Halbschwestern aus der ersten Ehe ihrer Mutter in der Familie ihres Onkels Philipp Ernst von Hohenlohe-Langenburg auf. Eleonore Magdalene heiratete am 25. Januar 1652 ihren Cousin Heinrich Friedrich von Hohenlohe-Langenburg. Aus dieser Ehe gingen vier Kinder hervor, wobei die ersten drei Kinder jeweils in den ersten Lebenswochen starben. Lediglich das vierte Kind Eleonore Magdalenes, der Sohn Ernst Eberhard Friedrich (1656–1671), überlebte die frühen Kindheitsjahre, obwohl er seine Mutter schon als Einjähriger verloren hatte. Am 30. März 1671 starb dieser einzige Enkel von Graf Georg Friedrich, wie schon seine Tochter Eleonore Magdalene 1657, an den Pocken. Damit war die Nachkommenschaft des Grafen erloschen.

## Werke
- Geistliche Psalmen und Kirchengesänge (1648)